# After: Финале
After: Финале (енгл. After Everything) — амерички љубавни филм из 2023. године, у режији и по сценарију Кастил Ландон. Темељи се на ликовима Ане Тод. Пети је и последњи део филмског серијала After, као и наставак филма After: После срећног краја из 2022. године. Главне улоге глуме Џозефина Лангфорд и Хиро Фајнс Тифин.
Од 13. септембра 2023. године приказује се у биоскопима у САД, односно 14. септембра у Србији.

## Радња
Сам у Енглеској, Хардин се одаје алкохолу и другим штетним навикама. Да ствари буду још горе, има креативну блокаду и можда ће морати да поврати значајан успех који је добио за нову књигу ако је ускоро не заврши. Суочен са својим демонима, Хардин почиње схватати да је једини начин на који може кренути напред и добити нову шансу да поновно придобије Тесу, тај да исправи неправде учињене у прошлости.
Од њиховог првог сусрета, Теси и Хардину живот се претворио у вртлог страсти, љубави и драматичних преокрета. Тврдоглаво су се борили за љубав, одбијајући послушати чак и најдобронамјерније савете, уверени да њихова љубав не зна за границе. Цена је, ипак, била велика.

## Улоге
| Глумац            | Улога          |
| ----------------- | -------------- |
| Џозефина Лангфорд | Теса Јанг      |
| Хиро Фајнс Тифин  | Хардин Скот    |
| Луиза Ломбард     | Триш Данијелс  |
| Стивен Мојер      | Кристијан Ванс |
| Мими Кин          | Натали         |
| Бенџамин Масколо  | Себастијан     |
| Чанс Пердомо      | Ландон         |
| Кијана Мадеира    | Нора           |
| Роб Естес         | Кен Скот       |
| Аријел Кебел      | Кимберли       |
| Аја Иванова       | Емери          |
| Кора Кирк         | Фреја          |
| Роза Ескода       | Кет            |
| Џесика Вебер      | Меди           |
| Ела Мартин        | Наоми          |
| Картер Џенкинс    | Роберт         |
| Антон Котас       | Смит           |